# Priležništvo
Priležništvo ili konkubinat (lat. con cubitus; suložništvo, divlji brak) naziv je kojim se opisuje stalna veza dviju osoba, najčešće jednoga muškarca i jedne žene, koja nije sklopljena prema pravnim propisima države u kojoj se sklapa, a kojim se stvara izvanbračnu zajednicu (izvanbračnu porodicu). Poseban je ili "inferiorni" oblik braka. Veza s priležnicom, naročito kada je u pitanju preljub, društveno se smatra manje vrijednom u odnosu na muškarčevu "redovnu" suprugu ili supruge.
Muškarci uzimaju priležnice najčešće zato što s određenom ženom ili ženama ne mogu sklopiti brak bilo zbog toga što su već oženjeni bilo zbog toga što te žene pripadaju nižega staleža od muškarca. Jedan od motiva za uzimanje priležnica jest i sterilnost "redovnih" supruga, pa se stoga priležnice uzimaju kao nadomjestak koji bi muškarcu trebao dati nasljednika.
Priležnice predstavljaju instituciju u mnogim društvima i kulturama, pri čemu se posebno ističe Kina. Iako su istu instituciju poznali i stari Židovi, o čemu svjedoči Stari zavjet, inzistiranje na monogamiji karakteristično za kršćanstvo ju je ukinulo u zapadnom svijetu. Priležnice u takvim kulturama i društvima nisu priznate i ne nazivaju se priležnicama, nego ljubavnicama.

## Vanjske poveznice
- Servile Concubinage  Arhivirana inačica izvorne stranice od 7. srpnja 2011. (Wayback Machine)